# 장원 (병법)

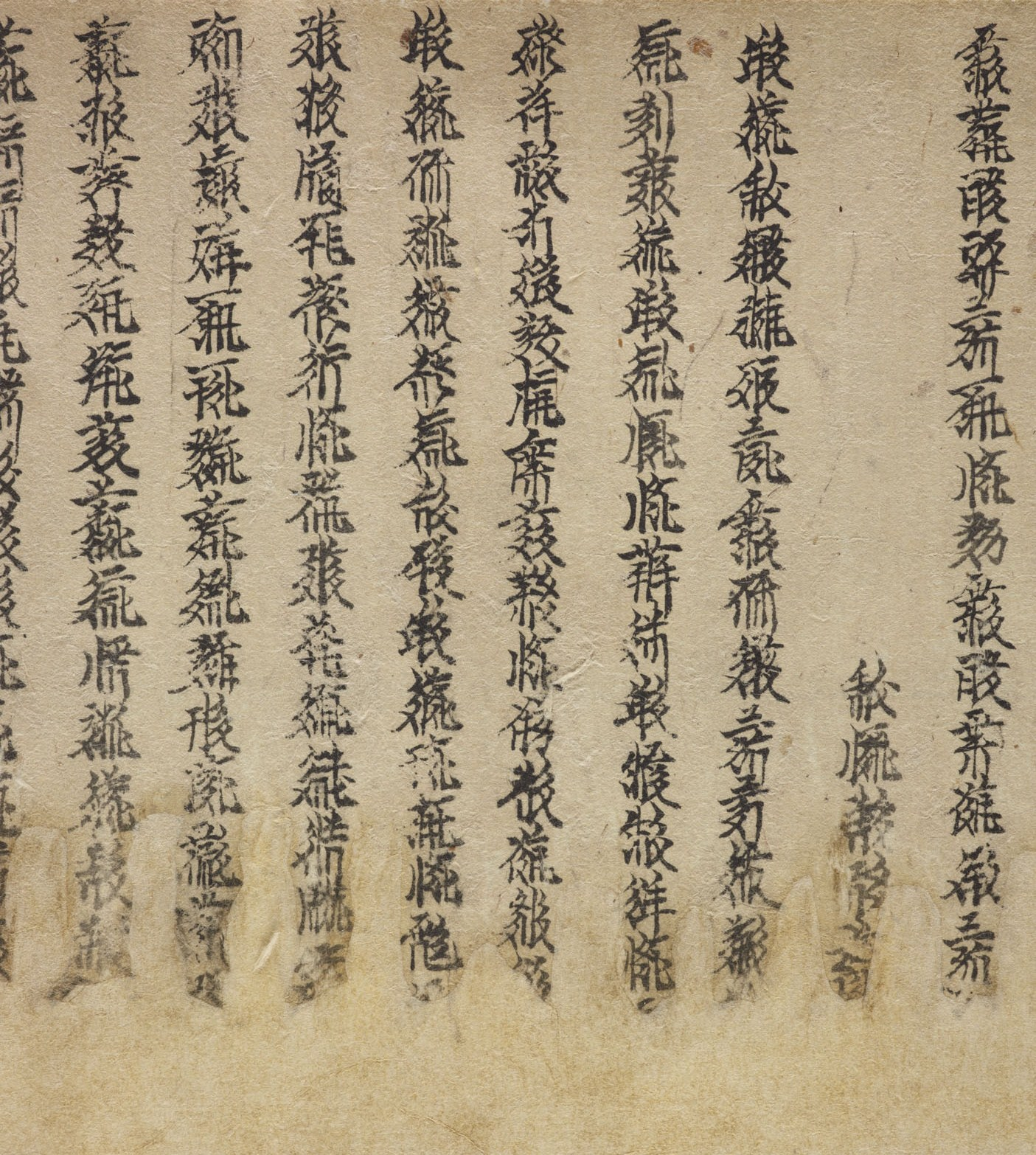
하라호토에서 발견된 서하(西夏)의 번역본.

《장원》 (將苑) 또는 《심서》 (心書), 《신서》 (新書)는 고대 중국의 장군(將軍)들의 용병(用兵)에 대해 다룬 군사서(軍事書)이며, 삼국 시대의 전략가인 제갈량(諸葛亮)이 저술하였다고 한다.
남송(南宋)의 우무(尤袤)가 저술한 《수초당서목(遂初堂書目)》에 최초의 기록이 있으며, 명나라(明)의 학자인 왕사기(王士騏)가 《제갈량집(諸葛亮集)》을 편찬하면서 장원 전문을 함께 수록하였다. 전 50편으로 구성되었고, 약 5000자로 이루어져 있다. 현재는 남송의 판본(板本)은 소실되어 명나라와 청나라(淸) 당시의 판본이 남아있으며, 1914년에 지금의 내몽골 자치구 서부에 있는 쥐옌하이(居延海) 호수 부근인 하라호토(Khara-Khoto, 亦集乃路)에서 아우렐 스타인이 서하(西夏)의 번역본을 발견하여 현재 대영도서관에 소장되어 있다.
장원은 장군들이 군대 내에서 지켜야 할 역할 및 품행, 병사를 지도하고 작전을 실행하는 데 있어 주의해야 할 점 등에 대한 내용을 기술하고 있으며, 후세 사람들에게 상당히 좋은 평가를 받았다.
학자들은 장원의 내용 중 대부분이 다른 병법서(兵法書)와 사서(史書)의 것을 베껴온 것으로 여기고 있으며, 일부 학자들은 제갈량이 펴낸 책이 아니라고 주장하였다. 하지만 일부 내용은 제갈량의 군사 사상과 일치하고 있기에, 제갈량의 군사 사상을 잘 이해하고 있던 후대의 사람이 제갈량의 이름을 빌려 쓴 책이라는 견해도 있다.

## 판본
- 《광한위총서(廣漢魏叢書)》 본
- 《당송총서(唐宋叢書)》 본
- 《학해류편(學海類編)》 본
- 정덕(正德) 13년 (1518년) 한습방(韓襲芳)의 동활자(銅活字) 단행본
- 만력(萬曆) 13년 (1585년) 서림정소재각본(書林鄭少齋刻本)
- 장주(張澍)의 《제갈충무후문집(諸葛忠武侯文集)》 제4권
- 서하(西夏)의 번역본

## 같이 보기
- 제갈량